# Adam Kozłowiecki
Adam Kozłowiecki (Huta Komorowska, 1º aprile 1911 – Lusaka, 28 settembre 2007) è stato un cardinale, arcivescovo cattolico e missionario polacco.

## Biografia
Gesuita polacco fu dapprima vicario apostolico e poi arcivescovo di Lusaka dal 25 aprile 1959 al 29 maggio 1969.
Papa Giovanni Paolo II lo ha innalzò alla dignità cardinalizia nel concistoro del 21 febbraio 1998.
È morto in un ospedale di Lusaka il 28 settembre 2007. Dopo le esequie, tenutesi il 5 ottobre, è stato sepolto nel cortile della cattedrale di Gesù Bambino di Lusaka.

## Genealogia episcopale e successione apostolica
La genealogia episcopale è:
- Cardinale Scipione Rebiba
- Cardinale Giulio Antonio Santori
- Cardinale Girolamo Bernerio, O.P.
- Arcivescovo Galeazzo Sanvitale
- Cardinale Ludovico Ludovisi
- Cardinale Luigi Caetani
- Cardinale Ulderico Carpegna
- Cardinale Paluzzo Paluzzi Altieri degli Albertoni
- Papa Benedetto XIII
- Papa Benedetto XIV
- Papa Clemente XIII
- Cardinale Marcantonio Colonna
- Cardinale Giacinto Sigismondo Gerdil, B.
- Cardinale Giulio Maria della Somaglia
- Cardinale Carlo Odescalchi, S.I.
- Cardinale Costantino Patrizi Naro
- Cardinale Lucido Maria Parocchi
- Cardinale Pietro Respighi
- Cardinale Pietro La Fontaine
- Cardinale Celso Costantini
- Cardinale James Robert Knox
- Cardinale Adam Kozłowiecki, S.I.

La successione apostolica è:
- Vescovo René-Georges Pailloux, M.Afr. (1961)
- Vescovo James Corboy, S.I. (1962)